# Яндекс Карты
Яндекс Карты — поисково-информационная картографическая служба Яндекса. Открыта в 2004 году. Есть поиск по карте, информация о пробках, отслеживание городского транспорта, прокладка маршрутов и панорамы улиц крупных и других городов.
По состоянию на май 2017 года российская аудитория ресурса достигала 24,9 миллиона пользователей.

## Возможности
Карты доступны в трёх вариантах: схемы, спутниковые снимки, спутниковые снимки с надписями и условными обозначениями (гибрид). Набор возможностей по работе с картами достаточно обширен, но в полном объеме доступен не во всех странах и городах.
Доступна подсветка района, города или области после поиска организации на сайте. Есть возможность просмотра улиц на картах.
Доступен поиск как по географическим объектам (адресам, улицам, городам, регионам и странам), так и по организациям. На картах имеется возможность измерять расстояние, прокладывать маршруты и просматривать панорамы улиц.
Для ряда городов доступна служба «Яндекс Пробки»: индикатор автодорожных заторов. Уровень заторов определяется по десятибалльной цифровой шкале и по четырёхцветной графической, информация собирается с дорожных камер. Показания этой службы могут учитываться при автоматической прокладке маршрутов. Маршрут прокладывается даже тогда, когда точка отправления и конечная точка находятся на территориях разных стран.
8 ноября 2016 года был представлен совместный проект Яндекс Карт и Toyota «Панорамы Эвереста» — мультимедийный отчёт о восхождении на Джомолунгму (Эверест) с панорамными фотографиями этапов восхождения, звуковым сопровождением и элементами интерактивной трёхмерной графики. Проект выполнен с использованием браузерной технологии отображения 3D-графики WebGL, реализованной движком Blend4Web.

### Панорамы улиц
9 сентября 2009 года для Москвы начала действовать служба «Яндекс Панорамы». Позже панорамы стали доступны для других городов.
25 января 2012 года были представлены панорамы Санкт-Петербурга и окрестностей с высоты птичьего полёта. Для съёмок использовались вертолёт и дирижабль. Съёмки проходят на высоте 150—200 метров.

### Мобильные приложения
В 2010 году появилось мобильное приложение Яндекс Карты (Android, iOS, Windows Phone), совмещающее основную функциональность Яндекс Карт с навигационной, а в 2012 году — мобильное приложение «Яндекс Навигатор» (Android, iOS, Windows Phone), работающее только как навигатор. Приложение «Яндекс Транспорт» (Android, iOS) показывает маршруты общественного транспорта в городе и время прибытия на остановку. Приложение «Яндекс Метро» (Android, iOS и Windows Phone) помогает ориентироваться в метро крупных городов России, Украины и Беларуси. Приложение «Яндекс.Электрички» (Android, iOS и Windows Phone) позволяет искать станции отправления и назначения электричек и сохранять маршруты в списке избранных. Приложение «Яндекс.Город» (Android, iOS) позволяет искать бары, аптеки, кинотеатры, торговые центры и др. общественные места, читать о них отзывы и добавлять места в избранное. Также имеется виджет «Яндекс Пробки» для Android.
В июле 2015 года вышло обновление под индексом 6.67. Изменён пользовательский интерфейс и функция построения маршрута. Появились точки «Дом» и «Работа».
До 2016 года в отличие от аналогичных приложений других компаний, продукты Яндекса — это онлайн-приложения, то есть для полноценной работы обязательно требуют наличия доступа в Интернет. Если доступ в Интернет отсутствует, то в Яндекс Картах и «Яндекс Навигаторе» возможно только отображение карт из кэша, если таковой накоплен или скачан заранее. При наличии же Интернета постоянный обмен данными с сервером позволяет не только обновлять данные о пробках на дорогах, но и перестраивать маршрут в зависимости от изменений дорожной ситуации, а также обмениваться открытой стандартизованной информацией между самими пользователями.
В марте 2016 года вышло обновление Яндекс Карт для iOS и Android, в котором поиск работает даже без доступа в сеть. Для работы в офлайн-режиме пользователю предлагается скачать офлайн-карту интересующего его региона.
В июне 2021 года добавилась возможность найти кафе и рестораны, в которые можно войти по QR-кодам.
В марте 2023 года появилась возможность оплачивать парковку (на момент запуска работает только в Москве) — сервис в том числе позволяет продлять парковочное время или досрочно завершать его (в таком случае неиспользованные средства возвращаются на счёт). Опция работает со всеми городскими парковками, кроме тех, что закрываются шлагбаумами.
В декабре 2022 на Yac были представлены карты будущего поколения. В рамках работы над созданием детализированных карт были добавлены реалистичные модели зданий и 3D-деревья.
В октябре 2023 года для всех пользователей была опубликована детализированная разметка дорог в некоторых городах.
В апреле 2024 года Яндекс добавила трёхмерные модели 2000 скверов и парков Москвы и Санкт-Петербурга, таким образом увеличив количество моделей деревьев более чем на 4 млн.
В сентябре 2024 года в сервисе появилась навигация внутри зданий. Маршрут можно построить в торговых центрах, аэропортах и на вокзалах. Функция доступна в Москве, Санкт-Петербурге, Казани и Уфе.

## Масштаб
Максимальный масштаб Яндекс Карт — 1:1600 (Москва, Санкт-Петербург и большинство крупных городов России, а также Киев и Минск) представлены в масштабе до 1:2000. В масштабе 1:16 000 представлена вся территория Украины, в 1:30 000 — вся территория Беларуси. Максимальный масштаб, в котором доступна любая точка на территории России — 1:660 000 (районы Крайнего севера).
Вся территория Казахстана доступна в масштабе 1:6600, остальные страны Центральной Азии.
Полностью покрыты территории таких государств и стран, как: Эстония, Латвия, Литва, Австрия, Венгрия, Польша, Чехия, Германия, Франция, страны Бенилюкса, Великобритания и Ирландия в масштабе 1:30 000; Испания, Португалия, Италия, все Балканы, Турция и Кипр в масштабе от 1:66 000, а также всё Закавказье — от 1:2 300 000. Египет представлен в масштабе 1:100 000.
Весь мир доступен в масштабе от 1:3 000 000.

## Спорные территории
До 2022 года территории с неоднозначным, спорным или специфическим правовым статусом на «Яндекс Картах» обозначались следующим образом:
- Абхазия —  независимое государство на российской и международной версиях карт, часть Грузии — на всех остальных версиях;
- бывшая Юго-Осетинская автономная область —  независимое государство на российской и международной версиях карт, часть Грузии — на всех остальных версиях (административно-территориальное деление приведено для Республики Южная Осетия);
- Косово — часть Сербии на всех версиях, кроме турецкой, на которой оно показано как  отдельное государство[19];
- Крым и Севастополь — часть России на российской[20] и международной версиях[21], на всех остальных — как часть Украины;
- бывшие Нагорно-Карабахская АО и Шаумяновский район Азербайджанской ССР — не обозначены, как и претендовавшая на них  Нагорно-Карабахская Республика; территория показана согласно административно-территориальному делению Азербайджана; населённые пункты на территории, включая контролировавшуюся НКР до Второй карабахской войны («пояс безопасности») и имевшие спорные наименования, отмечены через косую черту, например, Ханкенди / Степанакерт;
- Западная Сахара — отдельный регион не в составе Марокко, но и без указания на  САДР;
- Северный Кипр — часть Республики Кипр на всех версиях, кроме турецкой, на которой оно показано как  отдельное государство; отдельно обозначены зона ООН и британские военные базы;
- Приднестровье — обозначено как область в составе Молдавии, но без указания на ПМР; названия населённых пунктов даны на молдавском языке на латинице;
- Тайвань — в составе КНР в качестве провинции;
- специальные административные регионы  Гонконг и  Макао — части КНР аналогично другим провинциям; до августа 2021 года отображались как «отдельные страны» по аналогии с другими зависимыми территориями[22];
- Парасельские острова и острова Спратли не входят в состав ни одного из государств;
- острова Сенкаку (Дяоюйдао) — в составе Японии, префектуры Окинава;
- острова Лианкур — в составе Республики Корея;
- Голанские высоты, оккупированные Израилем, — в составе Сирии и её мухафазы Эль-Кунейтра;
- Восточный Иерусалим — в составе Палестины, Западный Иерусалим — столица Израиля, подписанная как просто «Иерусалим», но охватывающая только западную часть города;
- Азад Кашмир и Гилгит-Балтистан, территории Кашмира, управляемые Пакистаном — в составе Индии, в упразднённом в 2019 году штате Джамму и Кашмир;
- Аксайчин, на который претендует Индия — в составе Тибетского автономного района Китая;
- часть территории Донбасса — в составе Украины; в отличие от других областей, в Луганской и Донецкой областях показаны районы отчасти до, отчасти после реформы 2020 года, фактически контролируемые  ЛНР и  ДНР территории не показаны; города, переименованные украинскими властями после начала конфликта и находившиеся под контролем ДНР и ЛНР на момент начала полномасштабного вторжения России, отмечены через косую черту, например, Хрустальный / Красный Луч;
- южные Курильские острова — на всех версиях карты в составе России;
- Халаибский треугольник — в составе Египта, Бир-Тавиль — в составе Судана.

Различные зависимые территории, например, Гернси или Фолклендские (Мальвинские) острова, а также Антарктида показаны как «отдельные страны».
Различаются дополнительные подписи на местных языках. Например, на российской и международной версиях название столицы Абхазии подписано как «Сухум» (абх. Аҟәа), а на остальных — как «Сухуми» (груз. სოხუმი).

### Российское вторжение на Украину
В мае 2022 года, после российского вторжения на Украину, на Яндекс Картах государственные границы стали обозначаться как региональные. При выборе объектов в их иерархиях перестали отображаться названия государств (например, вместо «Москва, Россия» стало «Москва»), а объекты самих государств при их выборе перестали отображать территорию. На карте Украины убрали названия двух регионов — Донецкой и Луганской областей. В начале октября того же года после провозглашения аннексии четырёх регионов Украины с карты исчезли и границы областей. Оба решения в компании объяснили «развитием физико-географической карты с акцентом на природных объектах». Тогда же появились наименования крупных горных хребтов, пустынь и т.д.
Несмотря на то, что в аннексированных Россией ДНР, ЛНР и Херсонской и Запорожской областях украинский язык не имеет официального статуса с российской же точки зрения (в отличие от Республики Крым, где он является одним из трёх государственных), он продолжал использоваться на карте до июля 2024 года, после чего в русскоязычной версии убрали все подписи не только на украинском по всей Украине, но и на белорусском, казахском и болгарском в соответствующих странах, объяснив это «идентичностью написаний на кириллице».
По требованию Минцифры оккупированной Россией Запорожской области были изменены названия улиц в «столице» Мелитополе, в Донецкой области было изменено наименование города Бахмута на использовавшееся до 2016 года на Украине и используемое в самопровозглашённой ДНР — «Артемовск». К 2025 году «двойные» наименования населённых пунктов через косую черту были убраны на всех оккупированных территориях, возращены старые названия либо вновь изменены для улиц, кварталов, парков и т. д., подвергшихся декоммунизации в 2014—2022 годах (например, проспекту Мира в Мариуполе «возвращено» наименование «проспект Ленина». Кроме того, установлено российское административное деление этих областей, отменившее деление на районы и общины, примерно соответствующее устройству до реформы 2020 года. При этом в остальной Украине изменявшиеся после 2022 года названия почти не отражены (например, станция метро «Площадь Льва Толстого» в Киеве не переименована в «Площадь Украинских Героев»).